# 黄庄街道 (蚌埠市)
黄庄街道是中国安徽省蚌埠市蚌山区下辖的一个街道。辖区总面积6.65平方公里，人口约3.2万。2006年被评为安徽省示范商业社区。